# Artikulationsbasis
Mit Artikulationsbasis (engl. Basis of articulation oder Articulatory setting) bezeichnet man in der Phonetik die Grundhaltung der Artikulationsorgane und deren Bewegungsart bei Sprechbereitschaft.
Jede Sprache hat ihre eigene Artikulationsbasis, das heißt für jede Sprache gibt es eine typische Grundhaltung des Unterkiefers, der Lippen und der Zunge, der Muskelspannung, des Gaumensegels und des Kehlkopfstandes in Sprechbereitschaft. Mit dem Begriff wird weiterhin die Gesamtheit aller artikulatorischen Eigenschaften bezeichnet, die für alle Sprecher einer Sprachgemeinschaft kennzeichnend sind, etwa eine generelle Nasalisierung oder Velarisierung der Laute. Dies gilt nicht nur für unterschiedliche Sprachen, sondern auch für unterschiedliche Varietäten einer Sprache. So kann beispielsweise bei schwäbischen und sächsischen Sprechern des Deutschen eine generelle Nasalisierung, und bei Sprechern bairischer Dialekte eine 'dunkle' Klangfarbe aufgrund einer tiefen, entspannten Zungenstellung im unteren Bereich beobachtet werden.
Für Nicht-Muttersprachler stellt die Artikulationsbasis eine große Herausforderung in der Erlernung der fremdsprachigen Phonologie dar. Ein Sprechen mit der Artikulationsbasis der Ausgangssprache resultiert meist in einem fremdsprachigen Akzent, selbst wenn die Einzellaute weitgehend korrekt wiedergegeben werden.